# Bathyphantes orica
Bathyphantes orica é uma espécie de aranhas da família Linyphiidae encontradas nos Estados Unidos e no Canadá.